# Psebiini
Los psebiínos (Psebiini) son una tribu de coleópteros crisomeloideos de la familia Cerambycidae.

## Géneros
Tiene los siguientes géneros:
- Bostrychopsebium - Bottegia - Chorotyse - Cleptopsebium - Duffyia - Frondipedia - Haplopsebium - Hovorea - Idiopsebium - Macropsebium - Nathriobrium - Nathrius - Paraleptidea - Pembius - Plectopsebium - Psebium - Pseudobottegia